# Lucjan Szołajski
Lucjan Szołajski (ur. 8 listopada 1930 w Warszawie, zm. 4 czerwca 2013 tamże) – polski lektor filmowy i telewizyjny oraz spiker radiowy.

## Życiorys
Absolwent Państwowego Gimnazjum i Liceum im. Stefana Batorego w Warszawie (matura 1949).oraz Wydziału Technicznego Politechniki Warszawskiej. Jako lektor jeden z najbardziej rozpoznawalnych głosów – bardzo często był angażowany do czytania list dialogowych filmów akcji. Przez 40 lat pracy był lektorem w ponad 20 tys. filmów.
Znał język angielski, francuski, rosyjski i esperanto. Przez wiele lat był zatrudniony jako lektor w Redakcji Esperanckiej Polskiego Radia.
W Polskim Radiu (głównie w Programie Pierwszym Polskiego Radia) pracował od 1 kwietnia 1956 do 30 września 1991 roku jako spiker. W latach 70. i 80. był szefem spikerów Polskiego Radia, gdzie pod jego okiem debiutowały takie osoby jak Joanna Dukaczewska, Jolanta Fajkowska, Maciej Gudowski, Ryszard Rembiszewski czy Jan Wilkans.
Osobiście zgłosił się w latach 50. do Telewizji Polskiej aby na próbę przeczytać listę dialogową do filmu, gdzie po udanej próbie został zatrudniony do TVP jako lektor. Był nazywany przez kolegów ''maszyną do czytania'', gdyż bardzo rzadko zdarzało mu się popełniać błędy podczas pracy lektorskiej. Jako lektor był również związany ze Studiem Opracowań Filmów w Warszawie, gdzie czytał tam listy dialogowe do zdubbingowanych filmów i seriali. Był również jednym z głównych lektorów podczas tzw. filmowych konfrontacji, które odbywały się w czasach PRL w warszawskim Kinie Femina.
W latach 80. XX wieku był jednym z lektorów programu Sonda, czytał materiały do Dziennika Telewizyjnego oraz czytał dialogi do emitowanej w latach 80. popularnej brazylijskiej telenoweli „Niewolnica Isaura”.
W połowie lat 90. współpracował z prywatną stacją telewizyjną Polonia 1, gdzie na zlecenie Studia Opracowań Filmów w Warszawie czytał dialogi południowoamerykańskich telenowel a także na zlecenie Studia Eurocom, Studia Publishing oraz Studia En-Be-Ef czytał filmy fabularne produkcji amerykańskiej i włoskiej, które do dziś są emitowane na antenie stacji Polonia 1. W latach 90. zaczął również czytać filmy i seriale w Polsacie oraz był wówczas legendą ery kaset VHS, w których czytał filmy i seriale współpracując wówczas m.in. z ITI Film Studio.
W latach 90. również kilkukrotnie czytał dialogi w filmach pornograficznych wydawanych w Polsce na kasetach VHS m.in. spod znaku Crazy Cat. W 1999 roku użyczył swojego głosu w reklamie telewizyjnej usługi poczty głosowej sieci Idea, w której to usłudze istniała możliwość skorzystania z nagranego jego głosu jako powitanie na poczcie głosowej, który brzmiał: „Dzień dobry państwu. Nie mogę teraz odebrać telefonu. Nagraj się po sygnale. Czytał Lucjan Szołajski”.
W 2000 roku przeczytał tekst do spotu wyborczego partii politycznej Unia Polityki Realnej, w którym występował Janusz Korwin-Mikke.
W 2002 roku wspólnie z Tomaszem Knapikiem oraz Zdzisławem Szczotkowskim wystąpił w programie TVN Rozmowy w toku, w którym opowiadał o zawodzie lektora.
W 2003 roku użyczył głosu w reklamie telewizyjnej sieci restauracji KFC.
W 2005 roku pojawił się na 42. Krajowym Festiwalu Piosenki Polskiej w Opolu, gdzie wręczył Monice Brodce statuetkę Superjedynki w kategorii Debiut.
W 2006 roku użyczył głosu w reklamie portalu Filmweb. W tym samym okresie użyczył swojego głosu będąc narratorem oraz czytając dialogi w programie telewizji Polsat promującym Warszawski Międzynarodowy Festiwal Filmowy, w którym przeprowadzano wywiady z zagranicznymi twórcami filmów. W ostatnim odcinku programu przeprowadzono wywiad z nim samym.
Ostatnim filmem, w którym użyczył swojego głosu był film dokumentalny Niejedzenie z 2010 roku. W filmie tym jednak nie czytał dialogów, lecz krótki tekst na wstępie i zakończeniu filmu.
W 2012 roku jego syn – Konrad Szołajski – zrealizował film dokumentalny pt. Głosy o kilku znanych polskich lektorach. Film opowiadał także o Lucjanie Szołajskim, lecz ten osobiście w nim nie mógł wystąpić z powodu ciężkiej choroby. Reżyser dedykował ten film swojemu ojcu.
Lucjan Szołajski zmarł po długiej i ciężkiej chorobie 3 czerwca 2013 roku w Warszawie. Został pochowany na cmentarzu w Skolimowie.

## Najbardziej znane filmy, które przeczytał
- Anakonda – wydanie VHS ITI Home Video
- Air America – wydanie VHS Imperial Entertainment
- Alfredo, Alfredo – emisja: Polonia 1
- Atak na posterunek 13 – wydanie VHS Imperial Entertainment
- Bill Cosby Show (1969–1971) – emisja: Polonia 1
- Człowiek demolka – emisja: Canal+
- Ćpun – wydanie VHS ITI Home Video
- Depeche Mode 101 – emisja: Polonia 1
- Dick Tracy
- Dzikość serca – wydanie VHS Opal/Apollo/Silesia/Neptun/
- Forrest Gump – wydanie VHS ITI Home Video
- Forteca – wydanie DVD Film Media
- Godzilla
- Gliniarz z Beverly Hills – wydanie VHS ITI Home Video
- Good Morning Babilonia – emisja: Polonia 1
- Grom w raju – wydanie VHS Polmedia
- Herkules – emisja: Polsat i TV4
- Hot Shots! 2 – wydanie VHS Imperial Entertainment
- Indio 2 – emisja: Polonia 1
- James Dean Story – emisja: Polonia 1
- Jaś Fasola
- Kabaret – emisja TVP
- Kevin sam w Nowym Jorku – wydanie VHS Imperial Entertainment
- Kickboxer 5: Odkupienie – wydanie VHS Neptun Video Center
- Kiedy po raz ostatni widziałem Paryż – emisja: Polonia 1
- Klub Hawaje – emisja: Polonia 1
- Łowca androidów – wydanie VHS ITI Home Video
- Łowca rekinów – emisja: Polonia 1
- Łowca śmierci 3: Deathstalker i Wojownicy z Piekieł – wydanie VHS VIM
- Mad Max – wydanie VHS Warner Home Video
- Mad Max 2 – wydanie VHS Warner Home Video oraz starsze wydanie VHS ITI Home Video
- Mad Max pod Kopułą Gromu – wydanie VHS i Blu-ray Warner Home Video
- Milczenie owiec – piracka wersja VHS
- Misja – emisja: TV4
- Mortal Kombat 2: Unicestwienie – wydanie VHS Imperial Entertainment
- Musashi – emisja: TVP (lata 80)
- Nagi instynkt – wydanie VHS Imperial Entertainment
- Nieśmiertelny – przeczytał dwukrotnie – wydanie VHS Muza i CDF
- Nieustraszony 2000 – wydanie VHS ITI Home Video
- Nowy Jork, Nowy Jork – emisja: TVP
- Obserwatorzy (1988) – wydanie VHS Imperial Entertainment
- Paisà – emisja: Polonia 1
- Pokonać bestię (Obserwatorzy 3) – wydanie VHS Polmedia
- Policjanci z Miami (pilot serialu) – wydanie VHS ITI Home Video
- Powrót do Edenu – wydanie VHS Imperial Entertainment
- Powrót do przyszłości – wydanie VHS ITI Home Video
- Prawdziwe kłamstwa – wydanie VHS ITI Home Video
- Predator 2 – pirackie wydanie VHS
- Ptaki – emisja: Polonia 1
- Rambo II – przeczytał dwukrotnie: wydanie VHS Imperial Entertainment oraz emisja Canal+, Polsat
- Rambo III – przeczytał dwukrotnie: wydanie VHS Imperial Entertainment oraz emisja Canal+, Polsat
- Rimini, Rimini – emisja: Polonia 1
- Rocky – wydanie VHS Warner Home Video
- Saturn 3 – emisja TVP
- Siedem czarnych nut – emisja: Polonia 1
- Superfantozzi – emisja: Polonia 1
- Ślepa furia – wydanie VHS ITI Home Video
- T and T – emisja: Polonia 1
- Terminator 2: Ostateczna rozgrywka (emisja Canal+, Polsat)
- The Doors – wydanie VHS Imperial Entertainment
- The Quest – wydanie VHS Neptun Video Center
- Ucieczka z Los Angeles – wydanie VHS ITI Home Video
- Uciekinier – wydanie VHS Imperial Entertainment
- Uniwersalny żołnierz – wydanie VHS Imperial Entertainment
- Wioska przeklętych – wydanie VHS ITI Home Video
- Wyspa Beretty – wydanie VHS Imperial Entertainment
- Zabójcza broń – wydanie VHS ITI Home Video
- Zardoz – wydanie VHS Guild Home Video
- Znak Zorro – emisja: Polonia 1
- Znak władzy – emisja: Polonia 1
- Żołnierze - 365 dni – emisja: Polonia 1

### Telenowele
- Maria (TVN)
- Niewolnica Isaura (TVP1)[6]
- Przeklęta miłość (TVN)

### Filmy i seriale animowane
- Alicja po drugiej stronie lustra – wydanie VHS Cass Film
- Asterix i Kleopatra – wydanie VHS Cass Film
- Baśnie braci Grimm (Królewna Śnieżka – wersja pełnometrażowa zmontowana z odcinków serialu) – wydanie VHS Demel Vision
- Jayce i gwiezdni wojownicy (VHS)
- Księżniczka i chochliki – wydanie VHS Cass Film
- Lew Leo – wydanie VHS MUVI[7]
- Małe latające niedźwiadki – wydanie VHS Cass Film
- Powrót Północnego Wiatru – wydanie VHS Cass Film
- Prawdziwi pogromcy duchów – wydanie VHS ITI Home Video[8]
- Ramajana – wydanie VHS Cass Film
- Sharky i George (VHS)
- Smok Dexter – wydanie VHS Cass Film

## Życie prywatne
Lucjan Szołajski był ojcem reżysera i scenarzysty Konrada Szołajskiego.

## Nagrody i odznaczenia
- W 2005 roku został uhonorowany Medalem 80-lecia Polskiego Radia[9]
- Został odznaczony Srebrnym Krzyżem Zasługi oraz honorową odznaką Polskiego Radia i Telewizji